# Круглов, Леонид Леонидович
Леони́д Леони́дович Кругло́в  (род. 11 апреля 1970, Москва, РСФСР, СССР) — советский, российский экстремальный фотограф, кинооператор, путешественник, этнограф, режиссёр-документалист, сценарист, продюсер, оператор, член Русского Географического Общества. Руководитель проекта «Диалог со всем миром» Института этнологии и антропологии РАН, автор и бывший ведущий одноимённой телепрограммы на телеканале «REN TV». Работает для таких журналов, как National Geographic, GEO, «Вокруг света». Участник полутора десятков экспедиций в труднодоступные точки мира. Руководитель проекта «Семеро смелых» — серии экспедиций по следам семи великих российских путешественников открывших миру Дальний Восток, Папуа — Новую Гвинею, Сибирь, Эфиопию, Тибет.

## Биография

### Происхождение
Леонид Круглов родился 11 апреля 1970 года в Москве, в семье репортеров. Отец — Леонид Леонидович Круглов (1947), работал на советском ТВ, в Останкино. Мать — Ирина Львовна Круглова (1949) всю жизнь снималась на радио.

### Детство и начало карьеры
Учился в 128-й средней школе. С 1988 по 1989 годы, после армии, Леонид начал работать на российском телевидении в программе «Пилигрим» — аналоге «Клуба путешественников». Был поначалу «помощником младшего дворника», потом — корреспондентом. Довольно быстро стал журналистом, потом режиссёром.
В 1991 году закончил исторический факультет московского педагогического института.

### Карьера
Первые три года подряд он много снимался по всему миру. Ездил в первые командировки как корреспондент и иногда брал в руки фотоаппарат. Тогда наша страна еще только открывалась, это были первые поездки. Теперь это — обычные туристические маршруты: Шри-Ланка, Таиланд, Мальдивы, Бразилия. Но Леонид очень быстро понял, что все эти «экзотические» места очень похожи. И тогда знакомый предложил ему поехать снимать фильм в Новую Гвинею… Этот остров тогда, в 1993 году, еще не был изучен даже в той его части, где сейчас есть туристические маршруты. А центр острова до сих пор малоисследован — особенно его индонезийская часть, провинция Ириан-Джая. Тем, кто туда отправляется, приходится оставлять в департаменте полиции провинции так называемый «отказ от жизни» — расписку в том, что турист предупрежден об опасности путешествия и в тех краях за его жизнь, кроме него самого, никто не отвечает.
У Леонида Круглова более чем 20-летний опыт экспедиционной работы, свыше 40 экспедиций, 15 из них — в самые труднодоступные места земного шара, десятки видеофильмов и выставочных экспозиций. Опыт съемок в экстремальных условиях и труднодоступных местах мира, работа в качестве автора для журналов National Geographic, GEO, «Вокруг света», изданий «КоммерсантЪ» и «Независимая газета», телеканалов «Первый», «Россия-1», «Россия-2», «Культура», «РЕН ТВ».

## Семья
Жена — Ольга Анатольевна Круглова. Родилась 14 июля 1978 года в селе Георгиевское, Вельского района Архангельской области. Владелица собственного ателье, по образованию технолог швейного производства.
У пары есть дочь — Алиса (2016)..

## Работа

### Проекты
- 1997—2003 — руководитель проектов «Семеро смелых» и «Диалог со всем миром» Института этнологии и антропологии Российской Академии Наук, в рамках которого были собраны фотоколлекции по этническим культурам Папуа — Новой Гвинеи, Сибири (Республика Тува), Амазонии, Центральной Африки и других регионов планеты[6].
- 2003 — 2008 — руководитель проекта «Диалог со всем миром» цикл фильмов РЕН ТВ[7].
- 2012 — осуществил кругосветную экспедицию на паруснике по следам Крузенштерна и Лисянского[8].
- 2014 — «По следам великих русских путешественников» цикл фильмов «Первый канал»[9].
- 2015—2016 — «Вокруг света в 3D» Полный метр о первом русском кругосветном плавании. Кинотеатральный прокат[10].
- 2016—2017 — авторский фотоальбом «Путешествие» вышел в издательстве «ГеоФото»[11].
- 2016—2019 — В настоящий момент в прокат выходит документальный фильм, итог четырёхлетнего масштабного экспедиционного проекта «Великий Северный Путь», рассказывающего об истории открытия арктических регионов России.[12][13].

### Экспедиции в рамках проекта «Семеро смелых»
- «Русская Африка» — экспедиция по следам экспедиций А. К. Булатовича в Эфиопию[14];
- «Человек с Луны» — экспедиция по следам Н. Н. Миклухо-Маклая на остров Папуа — Новая Гвинея[15];
- «Запретный город» экспедиция по следам Н. М. Пржевальского через Монголию в Китайский Тибет[16];
- «Дерсу Узала» экспедиция по следам В. К. Арсеньева на Дальний Восток[17];
- «Хождение за три моря» экспедиция по следам путешествия А. Никитина в Индию[18];
- «Великий северный путь» экспедиция по следам Семёна Дежнёва[19].

### Великий северный путь
Фильм-путешествие на край земли, вглубь истории и на пределе человеческих возможностей. Фильм-преодоление, настоящий подарок для тех, кто не мыслит себя без движения и риска или просто мечтает увидеть край света. Фильм-мотиватор, для тех, кто ценит каждое мгновение жизни или только учится это делать.
Известный фотограф и путешественник Леонид Круглов прошёл по легендарному маршруту первопроходца Семёна Дежнёва, в XVII веке отодвинувшего границу Русского государства далеко на Восток. Понадобилось 4 года, чтобы на собаках, оленях, парусных лодках, паралетах, лыжах и снегоступах преодолеть 10 000 км по бескрайней русской Арктике между Архангельском и Беринговым проливом. Оймякон. Уникальные съемки на полюсе холода. Пограничные территории. Естественная красота коренных народов, не изменивших своего уклада и языка по сей день. Неожиданные встречи и находки, удивительные обстоятельства, познание себя и своих возможностей. Без прикрас. Без постановочных кадров. Всё это стоило примерить на себя, прожить, пережить и выжить, чтобы найти ответы на вопросы о великих событиях четырехсотлетней давности, о подвиге навсегда изменившим ход российской и мировой истории..

### Документальные фильмы
| Год         | Название | Продолжительность |
| ----------- | --- | ----------------- |
| 1998        | GEO: Сшитые стрелы: «Путешествие в страну шаманов» | 74 мин.           |
| 2004        | GEO: Тибет: «Запретное Королевство» | 130 мин.          |
| 2004        | GEO: Диалог со всем миром. Тайны нового мира. «Великая река Амазонок». «Инцидент Корубо» | 104 мин.          |
| 2004        | GEO: Диалог со всем миром. Апокрифы ранних христиан | 47 мин.           |
| 2004        | GEO: Святая земля: «Схождение благодатного огня» | 63 мин.           |
| 2005        | Шаманизм: Возвращение великого шамана. Рисованное железо Ня | 52 мин.           |
| 2006        | GEO: Непознанный мир. Земля. Эльдорадо. «Охота за легендой» | 55 мин.           |
| 2006        | GEO: Первобытные войны: «Пасола» / «Остров Каннибалов» | 55 мин.           |
| 2006        | Неизвестная планета: Африка. Карлики и великаны | 52 мин.           |
| 2006        | GEO: Загадки Сибири: «Снежный дух Алтая», «Таежный тупик» | 52 мин.           |
| 2007        | GEO: Непознанный мир: «Земля. Святая земля» | 104 мин.          |
| 2007        | GEO: Непознанный мир: «Русская Африка. К озеру жизни» | 60 мин.           |
| 2014        | Вокруг света в 3D | 74 мин.           |
| 2015 — 2016 | По следам великих русских путешественников: «Затерянное племя», «Последний король Тибета», «Человек на дереве», «Возвращение Дерсу Узала», «Вечный странник», «Корона шамана», «И.Крузенштерн. Вокруг света» | 364 мин.          |
| 2019        | Великий Северный путь | 75 мин.           |

### Фотовыставки
| Год         | Название |
| ----------- | --- |
| 1992        | Джунгли Заира и Уганды — фотовыставка «Среди пигмеев» — РАН                                                     |
| 1993        | Полупустыня Судана — «Идущие за кровью» — РАН                                                                   |
| 1995 — 1996 | Остров Куба — «Неизвестная Куба» — фотоцентр на Гоголевском                                                     |
| 1998 — 2004 | Фоторепортажи для журнала «GEO»                                                                                 |
| 1998        | Амазония — фоторепортаж для журнала «Итоги» «Великая река Амазонок» — выставка в Государственной думе РФ        |
| 1998        | Таймыр — «Рисованное железо НЯ» — фотовыставка о истории шаманской семьи — Музей народов России                 |
| 1999 — 2000 | Сибирская тайга — республика Тува — «Сшитые стрелы» фотовыставка в Совете Федерации                             |
| 2001        | Алтай — «По следам снежного барса» — фотовыставка и серия фоторепортажей для WWF (всемирный фонд дикой природы) |
| 2002        | Экспедиция и фотовыставка «Эльдорадо — охота за легендой»                                                       |

### Награды
- Лауреат V Международного 3D-стерео кинофестиваля 2014 за фильм «Вокруг света: дневник Крузенштерна»[44].
- Фильм «Великий Северный путь» — приз в номинации лучший документальный фильм на II Международном фестивале стран Арктики Arctic оpen — 2018[45].
- Дважды удостаивался национальной премии «Хрустальный компас» за создание документальных фильмов: «Великий северный путь» и «В Арктику».

### Статьи и интервью
- Леонид Круглов — онлайн-телегид «Вокруг ТВ»
- Леонид Круглов."Великий северный путь" — фильм-экспедиция с тяжелейшим и прекрасным маршрутом, проходящим по русской Арктике, Сибири и самым северным территориям России.
- Путешественник Леонид Круглов проведет в Челнах географический диктант
- Леонид Круглов|Geo — Непознанный мир: Земля
- Леонид Круглов. Фотоальбом «Путешествие»
- Леонид Круглов на Первом канале
- Леонид Круглов. "Вокруг света в 3D "
- «АИФ». Путешественник Леонид Круглов — о Крузенштерне, аборигенах и российской созерцательности
- Леонид Круглов: Надеюсь, мраморную говядину мы заменим северной рыбой
- Режиссёр Леонид Круглов: По маршруту сновидений
- Лучшие фото Леонида Круглова на ресурсе ГеоФото
- Леонид Круглов, гость программы «Действующие лица» на радио «Культура»